# Ентер
Ентер (енгл. Enter) је енглеска ријеч која означава улаз, али и типку на тастатури.
Типка Ентер је препознатљива као најдебља типка, најчешће с правоугаоном стрелицом улијево. Ту типку користимо за уношење појединих наредби у рачунар, завршавање реда или унос празног реда у програмима за обраду текста.
Код неких модела рачунарских тастатура, ова се типка означава као Ретурн.